# Craig Bartlett
Craig Bartlett (ur. 18 października 1956 w Seattle) – amerykański reżyser telewizyjny, producent i scenarzysta. Jest twórcą seriali animowanych Hej Arnold! i Dinopociąg.

## Filmografia (wybór)
Źródło.
- Pełzaki (1991, scenariusz)
- Hej Arnold! (1996, produkcja wykonawcza, scenariusz)
- Opowieści dziwnej treści: 3 świnki (2008, scenariusz)
- Dinopociąg (2009, produkcja wykonawcza, scenariusz)
- Hej Arnold! Przygoda w dżungli (2017, produkcja wykonawcza, scenariusz)